# ناو کلاس تسوکوبا
کروزر کلاس تیسوکوبا (به انگلیسی: Tsukuba-class cruiser) یک کلاس از کشتی است که طول آن ۱۳۴٫۱۱ متر (۴۴۰٫۰ فوت) می‌باشد.